# 1199 Ґелдонія
1199 Ґелдонія (1199 Geldonia) — астероїд головного поясу, відкритий 14 вересня 1931 року.
Тіссеранів параметр щодо Юпітера — 3,229.